# Pentanema
Pentanema, biljni rod iz porodice glavočika smješten u podtribus Inulinae, dio tribusa Inuleae. Postoji 35 priznatih vrsta raširenih po gotovo čitavoj Euroaziji i dijelovima Afrike, a čine ih grmovi i jednogodišnje raslinje.
Prva opisana vrsta iz Turske koja pripada ovom rodu je P. alanyense.

## Vrste
1. Pentanema alanyense H.Duman & Anderb.
2. Pentanema aschersonianum (Janka) D.Gut.Larr., Santos-Vicente, Anderb., E.Rico & M.M.Mart.Ort.
3. Pentanema asperum (Poir.) G.V.Boiko & Korniy.
4. Pentanema auriculatum (Boiss. & Balansa) D.Gut.Larr., Santos-Vicente, Anderb., E.Rico & M.M.Mart.Ort.
5. Pentanema bifrons (L.) D.Gut.Larr., Santos-Vicente, Anderb., E.Rico & M.M.Mart.Ort.
6. Pentanema britannica (L.) D.Gut.Larr., Santos-Vicente, Anderb., E.Rico & M.M.Mart.Ort.
7. Pentanema caspicum (F.K.Blum ex Ledeb.) G.V.Boiko, Korniy. & Mosyakin
8. Pentanema confertiflorum (A.Rich.) D.Gut.Larr., Santos-Vicente, Anderb., E.Rico & M.M.Mart.Ort.
9. Pentanema divaricatum Cass.
10. Pentanema ensifolium (L.) D.Gut.Larr., Santos-Vicente, Anderb., E.Rico & M.M.Mart.Ort.
11. Pentanema flexuosum (Boiss. & Hausskn.) Rech.f.
12. Pentanema germanicum (L.) D.Gut.Larr., Santos-Vicente, Anderb., E.Rico & M.M.Mart.Ort.
13. Pentanema gracile (Gilli) Rech.f.
14. Pentanema helenioides (DC.) D.Gut.Larr., Santos-Vicente, Anderb., E.Rico & M.M.Mart.Ort.
15. Pentanema helveticum (Weber) D.Gut.Larr., Santos-Vicente, Anderb., E.Rico & M.M.Mart.Ort.
16. Pentanema hirtum (L.) D.Gut.Larr., Santos-Vicente, Anderb., E.Rico & M.M.Mart.Ort.
17. Pentanema inuloides (Fisch. & C.A.Mey.) D.Gut.Larr., Santos-Vicente, Anderb., E.Rico & M.M.Mart.Ort.
18. Pentanema kurdistanicum Maroofi & Ghaderi
19. Pentanema langeanum (Beck) D.Gut.Larr., Santos-Vicente, Anderb., E.Rico & M.M.Mart.Ort.
20. Pentanema maletii (Maire) D.Gut.Larr., Santos-Vicente, Anderb., E.Rico & M.M.Mart.Ort.
21. Pentanema mariae (Bordz.) D.Gut.Larr., Santos-Vicente, Anderb., E.Rico & M.M.Mart.Ort.
22. Pentanema × medium (M.Bieb.) G.V.Boiko & Korniy.
23. Pentanema montanum (L.) D.Gut.Larr., Santos-Vicente, Anderb., E.Rico & M.M.Mart.Ort.
24. Pentanema nematolepis Rech.f.
25. Pentanema oculus-christi (L.) D.Gut.Larr., Santos-Vicente, Anderb., E.Rico & M.M.Mart.Ort.
26. Pentanema orientale (Lam.) D.Gut.Larr., Santos-Vicente, Anderb., E.Rico & M.M.Mart.Ort.
27. Pentanema persicum (DC.) D.Gut.Larr., Santos-Vicente, Anderb., E.Rico & M.M.Mart.Ort.
28. Pentanema prasinurum Rech.f.
29. Pentanema pulicariiforme (DC.) Jaub. & Spach
30. Pentanema pygmaeum (Gilli) Rech.f.
31. Pentanema sabuletorum (Czern. ex Lavrenko) G.V.Boiko & Korniy.
32. Pentanema salicinum (L.) D.Gut.Larr., Santos-Vicente, Anderb., E.Rico & M.M.Mart.Ort.
33. Pentanema spiraeifolium (L.) D.Gut.Larr., Santos-Vicente, Anderb., E.Rico & M.M.Mart.Ort.
34. Pentanema squarrosum (L.) D.Gut.Larr., Santos-Vicente, Anderb., E.Rico & M.M.Mart.Ort.
35. Pentanema verbascifolium (Willd.) D.Gut.Larr., Santos-Vicente, Anderb., E.Rico & M.M.Mart.Ort.

## Sinonimi
- Amblyocarpum Fisch. & C.A.Mey.
- Ulina Opiz
- Varthemia DC.